# Jean-Louis Villatte
Pour les articles homonymes, voir Villatte.
Jean-Louis Villatte, né en 1751 à Saint-Domingue, mort le 7 mai 1802 au Cap-Français, est un général de brigade de la Révolution française de l'armée française et un homme de couleur, ce qui était exceptionnel à l'époque.

## États de service
Il s'engage en 1768 comme dragon au régiment de la Reine.
Puis  il sert dans les troupes d'esclaves noirs affranchis de Saint-Domingue lors du Siège de Savannah.
Il est nommé lieutenant colonel le 12 septembre 1793 et colonel en 1794. Il est promu général de brigade le 23 juillet 1795. 

## Conflit au Cap
Alors qu'il commande la place forte du Cap-Français, Villatte regarde avec réserve l'ascension de Toussaint Louverture, particulièrement appréciée par le gouverneur Lavaux. En mars 1796, las de cette situation qui entrave sa propre ascension, Villatte fait arrêter le gouverneur de Saint-Domingue. Toussaint intervient et le met en déroute, faisant libérer Lavaux. Ce dernier le récompense alors de sa loyauté en le faisant adjoint au gouvernement de la colonie de Saint-Domingue. 

## Autres officiers supérieurs de couleur de cette époque
- Thomas Alexandre Dumas (1762 - 1806), général de brigade et père de l'écrivain Alexandre Dumas (1802 - 1870)
- André Rigaud (1761 - 1811)
- Alexandre Pétion (1770 - 1818)
- Henri Christophe (1767-1820)
- Martial Besse (né en 1759)
- Jean-Pierre-Baptiste L’Eveillé ( ? – 1802)

## Homonymie
- Expédition de Saint-Domingue (1801 - 1803)
- Saint-Domingue (colonie française)
- Eugène-Casimir Villatte, général de la Révolution française